# Elvin Əliyev
Elvin Əliyev (Baku, 21 agosto 1984) è un ex calciatore azero, di ruolo difensore.

## Carriera

### Club
Ha sempre giocato nel campionato di massima serie azero, con varie squadre.

### Nazionale
Ha esordito con la Nazionale azera nel 2007.